# ريان ستيفنسون (كاتب أغاني)
ريان ستيفنسون (بالإنجليزية: Ryan Stevenson)‏ هو كاتب أغاني أمريكي، ولد في 21 يناير 1979 في بونانزا في الولايات المتحدة.

## وصلات خارجية
- الموقع الرسمي
- ريان ستيفنسون على موقع IMDb (الإنجليزية)
- ريان ستيفنسون على موقع ميوزك برينز (الإنجليزية)
- ريان ستيفنسون على موقع ديسكوغز (الإنجليزية)
- ريان ستيفنسون على موقع قاعدة بيانات الفيلم (الإنجليزية)